# Troia
Troia (korábban Aikai, Aecae vagy Æcæ, majd Troja) város (közigazgatásilag comune) Olaszország Puglia régiójában, Foggia megyében, körzeti oktatási és egészségügyi központ.

## Történelme
A legendák szerint a várost Diomédesz, görög hős alapította, miután Odüsszeusz oldalán meghódította a kis-ázsiai Tróját.
Aecae latin neve első említése a pun háborúk idejéből származik Titus Liviustól (a római hódítás előtt ti. Aika volt a neve). A többi apuliai településhez hasonlóan a cannaei csatában Karthágó oldalán állt. Fabius Maximus római tábornok i. e. 214-ben foglalta el. Idősebb Plinius is megemlíti, mint amely a Via Appia mentén feküdt Herdoniae városától 19 km távolságra. 
A mai várost a 11. század elején alapították az ősi Aecae helyén. Fellegvárát a bizánciak emelték a szaracén támadások ellen. Foggia felemelkedéséig Puglia egyik stratégiai városa volt, emiatt többször is megostromolták. A térség legjelentősebb egyházmegyéje volt, hozzá tartozott többek közt Foggia is (1855-ig, amikor IX. Piusz pápa püspöki székhelyi rangra emelte). Első püspöke Pardus volt, aki 314-ben foglalta el székét. Több védőszentje is van: Szent Orbán, Szent Secundinus, Szent Pontianus, Szent Eleutherosz és Szent Anasztáz.

## Magyar vonatkozások
Miután I. Lajos magyar király 1348 májusának végén elhagyta a januárban elfoglalt Nápolyt, uralma hetek, hónapok alatt összeomlott a Nápolyi Királyságban. Ezért az év őszén Lackfi István erdélyi vajda vezetésével expedíciós sereget küldött a királyságba, hogy hatalmát visszaállítsa.
A vajda és Wolfhardt Konrád német zsoldosvezér serege Lucera városánál a Tarantói Lajos nápolyi király által vezetett tekintélyes, ám hátráló nápolyi sereg nyomába szegődött. A nápolyi sereget Troia városánál érték utol, és 1349. január 23-án tönkreverték. A hadművelet során Lackfi és Wolfhardt elfoglalta Lucera és Troia várát, amelyeket azonban leromboltak, hogy a védelmükre ne kelljen helyőrséget hátrahagyni.

## Népessége
A lakosság számának alakulása:

## Főbb látnivalói

### Egyházi műemlékek
- az 1093-ban alapított társkatedrális, amelyet négy másik apuliai, románkori katedrálissal együtt (Bari, Bitonto, Molfetta, Otranto) világörökségi helyszínnek javasolnak
- San Basilio-bazilika (11. század)
- Szent Ferenc-templom: a barokk művészet példája
- A Közbenjáró Madonna szentélye
- A Fájdalmas Szűz temploma
- San Giovanni di Dio-templom (Szent János)
- Szent Vince-templom, ez a legősibb (10. század)
- San Giovanni al Mercato-temploma (Szent János)
- Szent András és Szent Anna temploma
- Szent Secundinus temploma, ez a legújabb

### Világi műemlékek
- A D’Avalos hercegek palotája
- Palazzo Varo
- Palazzo Siliceo
- Püspöki palota
- Jezsuiták palotája (14. század).